# Кириченко, Александр Лукич
Кириченко Александр Лукич (1913—1963) — советский разведчик, участник Великой Отечественной войны, полный кавалер ордена Славы.

## Биография
Родился 10 декабря 1913 года в селе Петровском Ставропольской губернии, в семье крестьян.
В 1935—1937 года проходил службу в рядах Красной Армии.
В октябре 1941 мобилизован и участвует в активных боевых действиях.
20 июля 1944 г. при форсировании реки Западный Буг восточнее населенного пункта Дорохуск Польша и 3 августа 1944 года реки Висла в 17 км юго-западнее города Пулавы Польша, находясь на НП командиpa полка, вел наблюдение за противником, выявляя его огневые точки и систему обороны, чем содействовал выполнению боевой задачи полка.
15 и 16 января 1945 года при прорыве обороны противника и овладении городом Радом Польша, действуя в боевых порядках стрелковых подразделений, обнаружил 2 пулемёта, которые были подавлены огнём артиллерии, а 17 января 1945 года западнее города Радом огнём из автомата истребил несколько гитлеровцев и одного взял в плен.
1 апреля 1945 года в бою на левом берегу реки Одер в районе севернее города Лебус Германия Кириченко обнаружил 3 вражеских пулемёта и передал их координаты для уничтожения.
22 апреля 1945 г. в районе населенного пункта Аренсдорф (13 км северо-восточнее города Фюрстенвальде , Германия в бою из личного оружия поразил свыше 10 фашистских солдат.
В 1945 демобилизован в запас. После войны вернулся на родину в село Петровское, где работал старшим весовщиком на железнодорожной станции Петровское село.

## Награды
- полный кавалер ордена Славы:
  - Орден Славы 3-й степени приказом от 19 августа 1944г.;
  - Орден Славы 2-й степени приказом от  4 марта 1945г;
  - Орден Славы 1-й степени приказом от 15 мая 1946г.
- Награждён орденом Отечественной войны 2 степени,
- медали.

## Память
- Дом в котором родился и жил Кириченко А. Л. объявлен объектом культурного наследия РФ и охраняется государством на нём установлена  мемориальная доска.
- В г.Светлоград на Аллее Славы установлен его бюст.

## Галерея

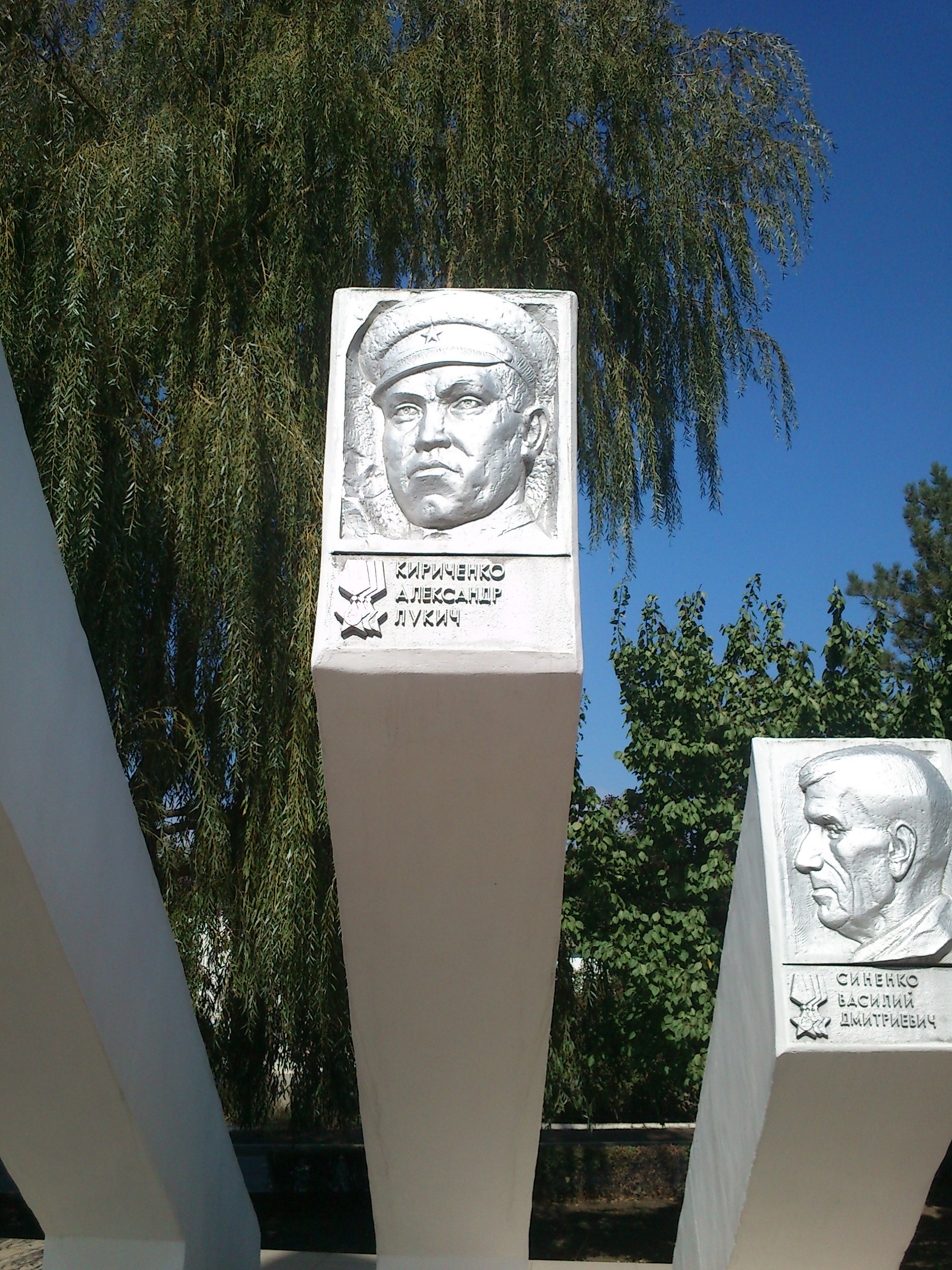
Барельеф на Аллее Славы в Светлограде